# Алекса Петров

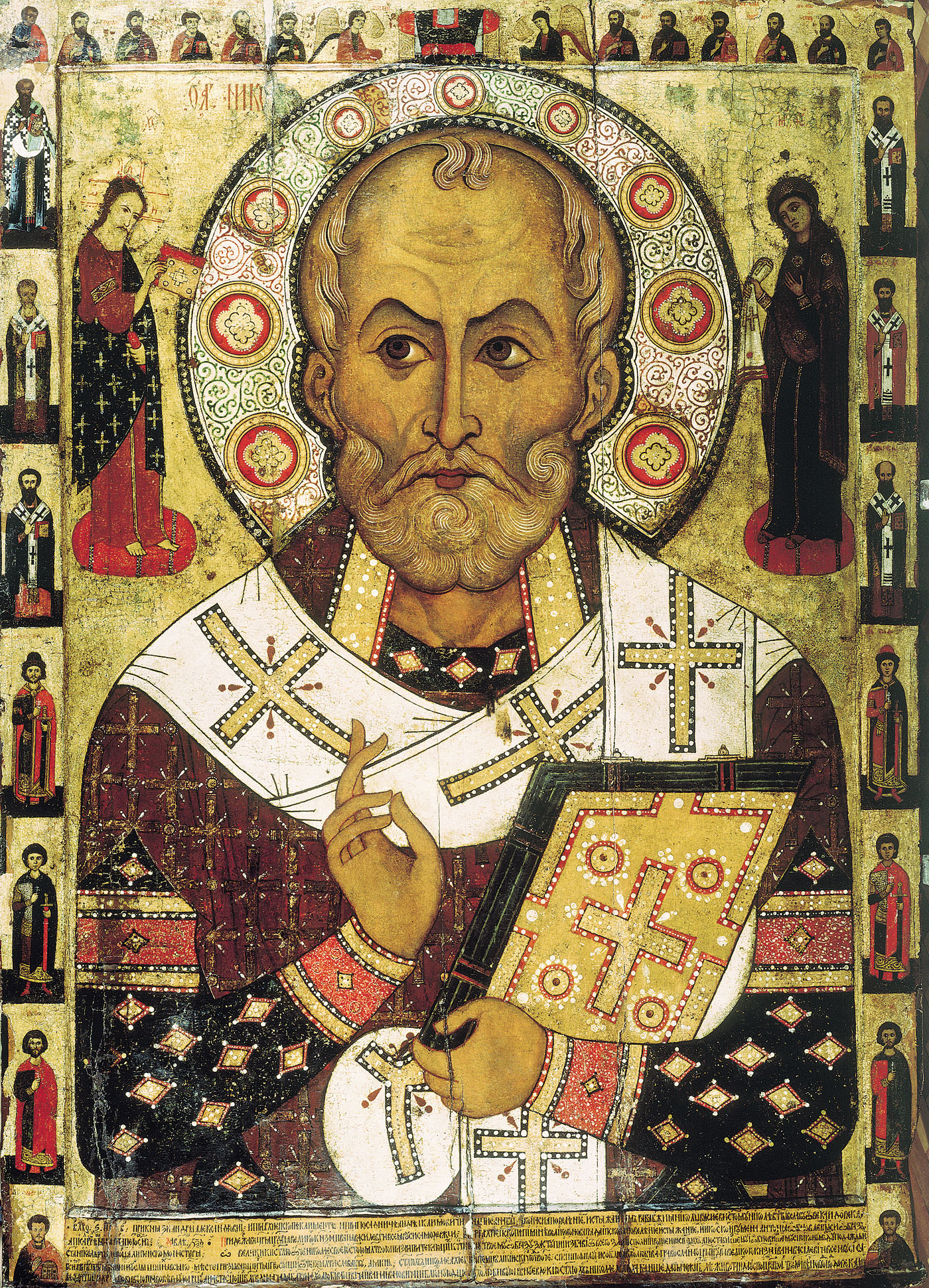
Никола Липенский. Алекса Петров. 1294 год. Новгородский музей

А́лекса Петро́в — древнерусский иконописец конца XIII века, автор храмового образа святого Николая Чудотворца для церкви Николы на Липне близ Новгорода.
Имя иконописца и год написания (1294) образа святого Николая Чудотворца стали известны из надписи на нижнем поле иконы. Надпись воспроизведена также под тем же годом в Новгородской третьей летописи. Иконография святителя в основном традиционна для иконописи византийского круга. Романские черты одеяний и их орнаментация позволяют считать, что Алекса Петров был знаком с западноевропейским искусством.